# Дети ночи (фильм)
«Дети ночи» — американский фильм ужасов 1991 года, режиссёра Тони Рэндела.

## Сюжет
Молодые 18-летние девушки по имени Люси и Синди решили выбираться из своего провинциального городка и поступить в университеты. Перед этим они решили пройти процедуру «очищения» в местной заброшенной церкви, где им нужно окунуться в воды, располагающиеся над склепом, в котором, согласно легенде, 50 лет тому назад был захоронен вампир. После того как во время плавания одна из девушек роняет в мутную воду нательный крестик, он падает прямо на спящего долгие годы вампира, и своим прикосновением пробуждает древнее зло обратно к жизни.

## В ролях
- Карен Блэк — Карен Томпсон
- Питер ДеЛуис — Марк Гаднер
- Эми Доленц — Люси Баретт
- Майя МакЛафлин — Синди Томпсон
- Ивэн МакКензи — Френк Алдин
- Дэвид Сойер — Кзакур
- Ширли Спиглер Джейкобс — бабушка
- Джозетт ДиКарло — Гейтс
- Lloyd J. Kalicki — Билли
- Дэниэл Артур Рэй — доктор Фишер

## Номинации и награды
- 1992 — номинация на премию Сатурн в категории лучший фильм ужасов.
- 1992 — номинация на премию лучший фильм на фестивале Fantasporto.

## Саундтрек
1. Main Titles (1:41)
2. The Girl’s Theme (1:16)
3. The Girls Go To Church (2:44)
4. Mark Meets Karen (3:01)
5. Matty’s Story (1:47)
6. Bloodsucker’s Ball (3:38)
7. Billy’s Theme — Karen Loves Frank (2:12)
8. Grandma Attack — Cocoon Love (3:34)
9. Dance Of Karen’s Lights (1:46)
10. Cindy Dies (2:11)
11. Old Friends' Reunion (2:22)
12. Young Blood — Meet Zakir (1:43)
13. Morning Music (1:18)
14. Drive Montage (1:26)
15. Zakir Goes To Church (2:22)
16. Ride To Old Mill — A Milkman’s Revenge (2:16)
17. Endgame (3:23)
18. End Credits (2:09)